# 大上峠
大上峠（おおがみとうげ）は、群馬県甘楽郡南牧村と長野県南佐久郡佐久穂町との境にある峠である。

## 概要
- 標高は1110mである。
- 林道指定されており、舗装されている。車両通行可。